# Frédéric Duvallès
Frédéric Duvallès né Charles Frédéric Coffinières, le 26 septembre 1884 dans le 8e arrondissement de Paris et mort le 14 février 1971 chez lui au 70, rue de Tocqueville dans le 17e arrondissement, est un acteur français. À part Elena et les Hommes de Jean Renoir en 1956, il est plutôt apprécié dans les comédies. Sa carrière cinématographie compte notamment les films Tout pour rien (1934), Le Trésor des Pieds-Nickelés (19491949), l'opérette filmée Au pays du soleil (1951), L'inspecteur connaît la musique (1956). Il donne la réplique à Louis de Funès en 1957, dans Ni vu ni connu d'Yves Robert.

## Biographie
Le futur acteur voit le jour Place de la Madeleine dans le 8ème arrondissement. Son père exerce le métier d'avocat conseil.
En 1908, le jeune Parisien descend à Marseille, pour faire ses débuts de comédien au Théâtre du Gymnase. Sa première apparition au cinéma est dans le film muet L’Utile dévouement de Charles Burguet, en 1912. Jusqu'en 1914, il parcours plusieurs pays en tournée notamment avec la troupe qu'il a rencontrée au Gymnase de Marseille.
Il obtient la Croix de Guerre, la médaille Militaire et celle d’Officier de la Légion d’honneur durant la première guerre mondiale.
En 1919, il joue principalement au Palais-Royal et il participe à diverses pièces dont notamment celles de Labiche et de Feydeau, ce qui contribue à une certaine notoriété. Son physique passe-partout lui permet d'incarner de multiples second rôles. Son premier grand film est Paris-Méditerranée en 1932 aux côtés de l'actrice vedette Annabella. Certains réalisateurs font régulièrement appel à lui, parmi lesquels Maurice Cammage ou à partir de 1919, Émile Couzinet ironiquement surnommé « Le roi des Navets ». Il fait la connaissance de Fernandel en 1938 dans Tricoche et Cacolet.
En 1952, il tient le premier rôle du film Le Curé de Saint-Amour, suivi en 1955, par Mon curé champion du régiment. La même année, le réalisateur André Berthomieu l'emploie dans le film Allô... je t'aime avec Robert Lamoureux et l'année suivante, il rejoint Jean Richard dans Le Portrait de son père. En 1957, il est à l'affiche du film musical À la Jamaïque avec Luis Mariano.
La même année, on remarque son rôle de notable dans la comédie Ni vu ni connu d'Yves Robert avec Louis de Funès. Il retrouve d'autres chanteurs-acteurs comme Tino Rossi dans Au pays du soleil en 1951 ou Dario Moreno dans Oh ! Qué mambo, en 1958.
L'acteur repose au cimetière de Conflans-Sainte-Honorine.

## Filmographie

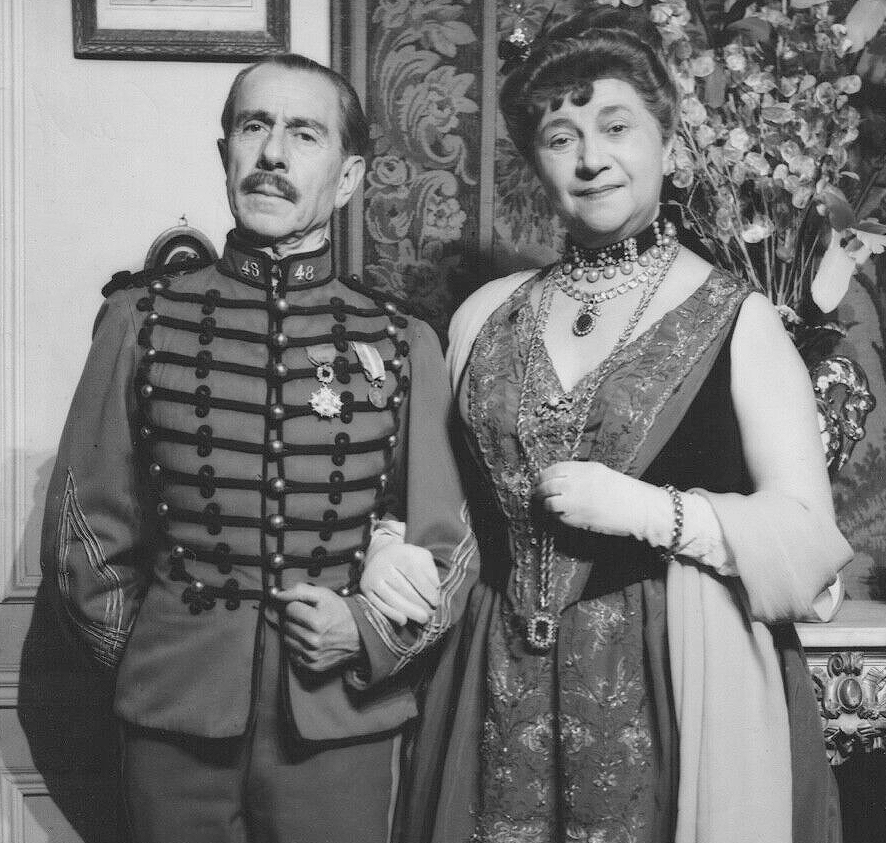
Duvallès et Pauline Carton dans Le Tampon du capiston.

- 1912 : L'Utile dévouement de Charles Burguet
- 1931 : Paris-Méditerranée de Joe May
- 1932 : La Merveilleuse journée de Robert Wyler et Yves Mirande
- 1933 : L'Héritier du Bal Tabarin de Jean Kemm
- 1933 : Tout pour rien de René Pujol
- 1934 : Chourinette d'André Hugon : Laloupe
- 1934 : Le Billet de mille de Marc Didier
- 1935 : Dora Nelson de René Guissart
- 1935 : Et moi j'te dis qu'elle t'a fait d'l'œil de Jack Forrester
- 1935 : Train de plaisir de Léo Joannon
- 1936 : Le Roi de Pierre Colombier
- 1936 : La Dame de Vittel de Roger Goupillières
- 1937 : Neuf de trèfle de Lucien Mayrargue
- 1937 : La Belle de Montparnasse de Maurice Cammage
- 1938 : Une de la cavalerie de Maurice Cammage
- 1938 : Les Gaietés de l'exposition d'Ernest Hajos
- 1938 : Vacances payées de Maurice Cammage
- 1938 : Tricoche et Cacolet de Pierre Colombier
- 1943 : Donne-moi tes yeux de Sacha Guitry
- 1946 : Monsieur chasse ! de Willy Rozier
- 1948 : Une femme par jour de Jean Boyer
- 1949 : Le Trésor des Pieds-Nickelés de Marcel Aboulker
- 1950 : Le Tampon du capiston de Maurice Labro
- 1950 : Trois Marins dans un couvent d'Émile Couzinet
- 1950 : Coq en pâte de Charles-Félix Tavano
- 1950 : Et moi j'te dis qu'elle t'a fait d'l'œil de Maurice Gleize
- 1950 : Folie douce de Jean-Paul Paulin
- 1951 : Le Passage de Vénus de Maurice Gleize
- 1951 : Au pays du soleil de Maurice de Canonge
- 1951 : Ce coquin d'Anatole d'Émile Couzinet
- 1951 : Le Chéri de sa concierge de René Jayet
- 1951 : Trois Vieilles Filles en folie d'Émile Couzinet
- 1952 : Bacchus mène la danse de Jacques Houssin - "Film resté inachevé"
- 1952 : Quand te tues-tu ? d'Émile Couzinet
- 1952 : Allô... je t'aime de André Berthomieu
- 1952 : Le Curé de Saint-Amour d'Émile Couzinet
- 1953 : Le Portrait de son père d'André Berthomieu
- 1953 : Piédalu député de Jean Loubignac
- 1955 : Mon curé champion du régiment d'Émile Couzinet
- 1956 : L'inspecteur connaît la musique, de Jean Josipovici
- 1956 : Elena et les Hommes de Jean Renoir
- 1956 : À la Jamaïque d'André Berthomieu
- 1957 : C'est arrivé à 36 chandelles d'Henri Diamant-Berger
- 1957 : Ni vu ni connu d'Yves Robert
- 1958 : Oh ! Qué mambo de John Berry
- 1961 : La Chambre ardente de Julien Duvivier : Marie D'Aubray Boissand
- 1963 : La chaste Suzanne (La casta Susana) de Luis César Amadori

## Théâtre
- 1914 : Seigneur Polichinelle de Miguel Zamacoïs, Grand Théâtre de Nice
- 1923 : L'École des cocottes de Paul Armont et Marcel Gerbidon, Théâtre du Palais-Royal
- 1937 : Âneries 37, revue de Géo Charley et Raymond Souplex avec Rose Carday et Nina Myral au Théâtre des Deux Ânes[1].
- 1941 : La reine s'amuse d'André Barde et Charles Cuvillier, Théâtre Pigalle
- 1945 : La Revue des Capucines, livret de Pierre Louki, Mauricet, Serge Veber, musique de Mitty Goldin, Pierre Mercier, Raoul Moretti, mise en scène Louis Blanche, Théâtre des Capucines[2]
- 1955 : Elle est folle, Carole de Jean de Létraz, mise en scène Simone de Létraz, Théâtre du Palais-Royal